# Acide dimercaptosuccinique
L’acide dimercaptosuccinique ou DMSA est un composé soufré utilisé pour les chélations dans le cas d'intoxication aux métaux lourds, notamment au mercure.

## Propriétés physico-chimiques

### Stéréochimie
L’acide dimercaptosuccinique possède deux centres stéréogènes et un plan miroir qui passe par son centre, donc il existe trois stéréoisomères : une paire d'énantiomères et un diastéréoisomère (composé méso) :
- (R, R)-acide dimercaptosuccinique, numéro CAS 10008-75-0 ;
- (S, S)-acide dimercaptosuccinique ;
- (R, S)-acide dimercaptosuccinique ou diastéréoisomère méso, numéro CAS 304-55-2 et optiquement inactif.

|                                         |                                                                               |                                         |
|                                         |                                                                               |                                         |
| acide (2R, 3R)-2,3-dimercaptosuccinique | acide (2R, 3S)-2,3-dimercaptosuccinique (acide méso-2,3-dimercaptosuccinique) | acide (2S, 3S)-2,3-dimercaptosuccinique |

La forme méso est identifiée sous le numéro EINECS 206-155-2 et enregistrée dans DrugBank sous le numéro DB00566. Elle possède un point de décomposition de 210 à 211 °C et ses constantes d'acidité sont pKa1 = 3,0 et pKa2 = 3,9.

## Divers
L'acide dimercaptosuccinique fait partie de la liste des médicaments essentiels de l'Organisation mondiale de la santé (liste mise à jour en avril 2013).